# Peredur

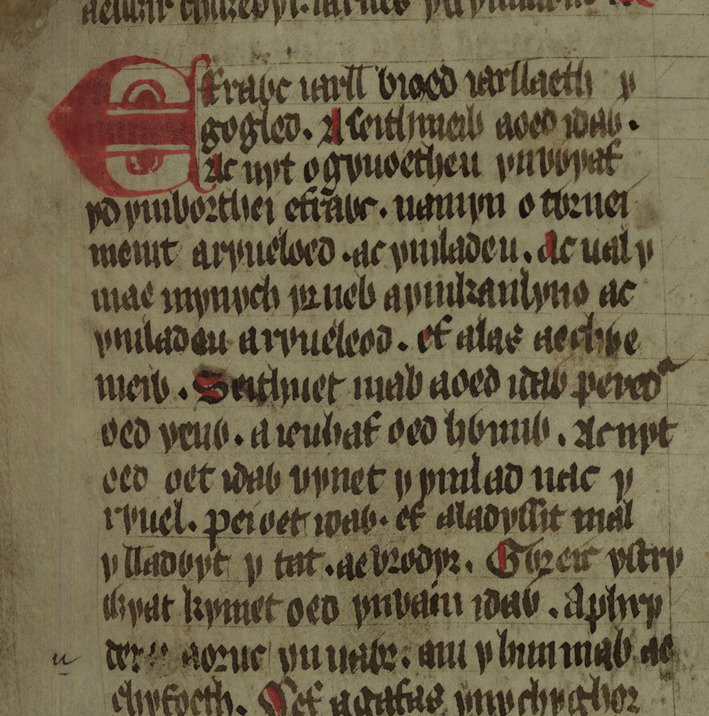
Líneas iniciales del manuscrito del Peredur, hijo de Efrawg, del Libro rojo de Hergest

Peredur (en galés: [pɛˈrɛdɨr], galés antiguo: Peretur) es el nombre de varios personajes históricos y legendarios en la Britania posromana. El Peredur que resulta más familiar para el público moderno es el personaje que hizo su entrada como caballero en el mundo artúrico en la literatura en prosa del galés medio.

## Gwrgi y Peredur, hijos de Eliffer
Gwrgi y Peredur aparecen como hijos de Eliffer (en galés antiguo: Elidir o Eleuther), apodado "el de la gran partida de guerra" (cascord maur), y como hijos de la dinastía Coeling en las Genealogías de Harleian, lo que los convierte en primos hermanos de Urien. Asimismo, un pedigrí de Jesus College MS 20 incluye a Gwrgi y Peredur como hermanos junto con un tal Arthur penuchel.Su principal título a la fama reside en haber luchado en la Batalla de Arfderydd. Los Annales Cambriae informan que esta batalla (bellum Armterid) se libró en 573, pero no da más detalles. Una expansión posterior de la entrada nombra a Gwrgi y Peredur, ambos descritos como hijos de Eliffer, como los jefes del bando victorioso y cuenta que el rey Gwenddoleu fue derrotado y muerto en la batalla. Bajo el año 580, los Annales Cambriae registran las muertes de Gwrgi (Guurci) y su hermano Peredur (Peretur). Estas referencias les dan un lugar como héroes en el Hen Ogledd de finales del siglo VI.
Se proporcionan más detalles en tradiciones legendarias posteriores, en particular las representadas por las Tríadas galesas (Trioedd Ynys Prydein). Una lista de las tres "Cargas de Caballo" de Britania relata que Gwrgi, Peredur, Dynod Bwr y Cynfelyn Drwsgl fueron llevados por un caballo llamado Corvan, lo que les permitió observar las nubes de polvo ("niebla de batalla") provenientes de Gwenddoleu y sus fuerzas (montadas) en la batalla de Arfderydd. Las circunstancias en las que murieron Gwrgi y Peredur se mencionan en una Tríada que explica que pertenecían a una de las "Tres Bandas de Guerra Infieles de la Isla de Britania". Su partida de guerra los abandonó en Caer Greu el día antes de una batalla con Eda Glinmaur ("Gran Rodilla"), por lo que fueron asesinados. Las Tríadas galesas también hacen referencia a relaciones familiares. Una versión sobre los "Tres Notables Frutos del Vientre", conservada de forma incompleta en el manuscrito Peniarth MS 47, sugiere que Peredur y Gwrgi tenían una hermana llamada Arddun, mientras que una versión variante en Peniarth MS 50 llama a la tercera hermana Ceindrech Pen Asgell ("Cabeza de Ala") y nombra a la madre como Efrddyl verch Gynfarch. Se dice que Peredur tuvo un hijo llamado Gwgon Gwron, conocido como uno de los tres "Jefes Postrados" (Lledyf Vnben) porque "no buscaban un dominio que nadie pudiera negarles".
Se encuentran aún más alusiones en la poesía galesa temprana. El poema «Ymddiddan Myrddin a Thaliesin», que asume la forma de un diálogo entre Myrddin Wyllt (el prototipo de Merlín) y el poeta Taliesin, alaba a los valientes «hijos de Eliffer», diciendo que no evitaron las lanzas en el fragor de la batalla. El contexto aparente es la batalla de Arfderydd, donde Myrddin luchó como uno de los guerreros de Gwenddoleu, enloqueció de terror y, de esta manera, adquirió el don de la profecía (véase también Vita Merlini, más adelante). Sin embargo, por alguna razón desconocida, el poema amplía el número de hijos a siete. Un guerrero llamado Peredur también aparece en una de las secciones menores de Y Gododdin (awdl A.31), que lo muestra como uno de los héroes que murieron luchando en batalla como miembro de la partida de guerra de Mynyddog Mwynfawr, jefe de los Gododdin en "el Viejo Norte". Se ha argumentado que la aparición de Peredur aquí puede deberse a una tendencia en el desarrollo del poema a atraer a personajes conocidos de fuentes como los Annales Cambriae a la órbita de su tema, asumiendo que se trata del mismo Peredur.

## Godofredo de Monmouth
Godofredo de Monmouth, autor de la Historia Regum Britanniae, menciona a un Peredur en su Vita Merlini (Vida de Merlín), un relato de Merlín basado en gran medida en las tradiciones narrativas sobre Myrddin Wyllt. En un episodio temprano, basado claramente en la historia de la Batalla de Arfderydd, Peredur (Peredurus) se une a sus aliados Merlín, rey de Gales del Sur, y Rhydderch Hael, rey de Cumbria, cuando se enfrenta a Gwenddoleu (Guennolus), rey de Escocia, en una batalla en un lugar desconocido. Merlín pierde a tres hermanos y, enloquecido por el dolor, se refugia en el bosque. Peredur se presenta aquí como príncipe de Gales del Norte (dux Venedotorum) en lugar de gobernante del norte británico.
Godofredo también usó el nombre Peredurus para designar a un legendario gobernante de Britania, el quinto y menor hijo del legendario Morvidus, rey de los britanos. Se dice que conspiró con su hermano Ingenius para capturar y expulsar a su hermano Elidurus, encerrándolo en Trinovantum. Cuando los hermanos se dividieron el reino, Peredur se convirtió en gobernante de la parte norte del Humber, incluyendo Albany (Escocia), y tras la muerte de Elidurus, heredó todo el reino. En la misma obra, Godofredo también incluye un Peredur map Peridur entre los principales magnates del reino que asistieron a la corte plenaria del Rey Arturo en la Ciudad de la Legión.

## Peredur, hijo de Efrawg
Otro personaje llamado Peredur es también el héroe del romance galés Peredur, hijo de Efrawg, donde reivindica el papel desempeñado por el caballero artúrico Perceval en las obras de Chrétien de Troyes y otras fuentes no galesas.

## Otros
En Englynion y Beddau, otro Peredur, llamado Peredur de Penweddig (un cantref de Ceredigion), aparece como el padre del legendario héroe Môr.
En la tira cómica estadounidense Príncipe Valiente, Sir Peredur el Vagabundo es un famoso caballero mercenario que es contratado para luchar contra Gawain en una competición de campeones en una trama de marzo de 2021. Peredur también aparece como un arquetipo mítico en la novela de Robert Holdstock Bosque Mitago (1984).